# JP Carrera
JP Carrera fue una escudería argentina de automovilismo, fundada en 2003. Fue creada por iniciativa del empresario Gustavo Lema, quien la bautizó inicialmente como JP Racing para luego cambiar en 2017 por su denominación en idioma español. Este equipo se mantuvo activo bajo esa denominación hasta la temporada 2024, luego de anunciar su unificación con la escudería Las Toscas Racing. 
Desde sus inicios, esta escudería consiguió instalarse dentro del escenario automovilístico argentino como una de las escuadras más populares de las décadas del 2000 y 2010, a la vez de erigirse como una de las más poderosas estructuras del deporte motor argentino. Tuvo una amplia presentación en la disciplina, albergando equipos en casi todas las divisiones de la Asociación Corredores de Turismo Carretera (TC, TC Pista y TC Mouras) y en TC2000 donde ofició como equipo oficial de la marca Chevrolet. A su vez, se caracterizó por haberse coronado campeona en la mayoría de las divisiones de la Asociación Corredores de Turismo Carretera, logrando cuatro campeonatos de Turismo Carretera con sus pilotos Juan Manuel Silva (en 2005), Norberto Fontana (en 2006) y Guillermo Ortelli (en 2008 y 2016), uno de TC Pista con su piloto Diego Ciantini (en 2019), tres de TC Mouras con sus pilotos Pedro Gentile (en 2010 y 2014) y Gastón Crusitta (en 2011) y uno de TC Pista Mouras con su piloto Gastón Iansa (en 2023).
Fue una de las escuadras más importantes del automovilismo deportivo argentino, compartiendo este honor con escuadras como el JC Competición, el Lincoln Sport Group o el HAZ Racing Team (hoy FDC Competición). Precisamente, con esta última sostuvo una fuerte rivalidad en todas las categorías que participaban, hasta el retiro y posterior desaparición del HAZ en 2011.
Además de su participación dentro del Turismo Carretera, JP Carrera tuvo también participaciones en las categorías TC 2000 y Súper TC 2000, divisionales en las que desembarcó gracias a un convenio firmado con General Motors de Argentina, para la conformación del equipo oficial de la marca Chevrolet en ambas categorías. El convenio finalizó en 2012, luego de cuatro años sin logros en materia deportiva.
Por otra parte, esta escudería se encargó también de proveer asesoramiento y atención a otras escuderías que participaron en el Turismo Carretera, tales como el Oil Competición o el JL Kun 16 Carrera (equipo patrocinado por el futbolista Sergio Agüero). Asimismo, tuvo también una estructura satélite, creada en 2012 y que fuera bautizada como JP Las Toscas, la cual tras el anuncio de retiro del JP de todas las categorías de la Asociación Corredores de Turismo Carretera en ese mismo año, se terminó escindiendo y transformando en una escudería independiente que pasó a ser conocida como Las Toscas Racing.
A fines del año 2023, su propietario Gustavo Lema, anunció la firma de un acuerdo con Walter Pérez, propietario de la escudería Las Toscas Racing (otrora escisión del propio JP), por la cual ambos equipos llevarían adelante trabajos de cooperación e intercambio, manteniendo sus respectivas independencias durante las actividades en pista. Dicho acuerdo finalmente se tradujo en una fusión (o reunificación) de ambas estructuras, por lo que a partir del 24 de mayo de esa temporada, la escudería pasó a ser conocida como Canning Motorsports.

## Historia

### Preludio
El primer antecedente de la participación de la familia Gentile en el Turismo Carretera, tuvo lugar en el año 2000, cuando los propietarios del fabricante de elementos e insumos de electricidad Jeluz firmaron un acuerdo con el chasista Walter Alifraco para patrocinar un coche atendido por el mencionado chasista. El piloto en esa oportunidad fue Raúl Sinelli, quien en la última fecha de esa temporada se impuso al comando de un Ford Falcon, logrando la primera de sus dos únicas victorias en la categoría.
Tras las participaciones de Sinelli en el llamado Equipo Jeluz, Alifraco rompe el mercado al aumentar su participación en la categoría, presentando dos unidades Ford y un Dodge. Para ello, anunció primeramente la contratación de Juan Manuel Silva para el Ford que condujo Sinelli, y la de Ernesto Bessone para el Dodge. La restante unidad le fue confiada más adelante a Gabriel Ponce de León. A todo esto, los Gentile habían iniciado apoyando primero a Silva y más tarde sumaron a Bessone a la estructura. Finalmente, aquella temporada finalizó con Silva en la sexta colocación y Bessone en la séptima.

### Nace el JP Racing
Tras las primeras acciones de la familia Gentile como patrocinadores en el Turismo Carretera, en el año 2003 el empresario Gustavo Lema (yerno de Pedro Gentile I, uno de los propietarios de Jeluz), decidió ir más allá y sobre la base de lo realizado por la familia Gentile, crear un equipo de automovilismo. Para ello, le adquirió a Alifraco la estructura y el coche que patrocinaba Jeluz y que tenía como principal figura al piloto chaqueño Juan Manuel Silva. Una vez adquirida esta estructura, Lema presentó a su nuevo equipo al que denominó como JP Racing. Las siglas "JP" tendrían un porque, ya que en ellas Lema buscó homenajear a la empresa propiedad de su suegro (Jeluz) y a uno de los principales clientes y amigos de la familia, según palabras del propio Lema, llamado José María Paredes. Por tal motivo, J hace alusión a Jeluz y P a Paredes, el amigo de la familia. La trágica historia del piloto Roberto Rivas (excampeón de TC Pista que fuera asaltado en 1999 y como producto de ello, perdió la visión), fue el motivo que animó a Lema a conformar este equipo.
En sus primeros años, el equipo contaría con la presencia del chasista Guillermo Kissling, quien comenzaría a aplicar una serie de reformas que derivaron en los primeros buenos resultados del equipo, como carta de presentación. De la estructura que había adquirido, Lema mantuvo bajo su mando al chaqueño Silva, quien el 05 de octubre de 2003 entraría en la historia del TC por convertirse en el ganador de la competencia número 1000 organizada por esta categoría y corrida en el Autódromo Ciudad de Paraná. Esta victoria, terminaría depositando a Silva y su nuevo equipo dentro de la escena nacional, preparándose para la temporada siguiente.
En 2004, asumió la preparación de los motores Carlos Alberto Laboritto ("Johnny"), que en esas temporadas era uno de los preparadores de la marca Ford más requeridos de la categoría. Con un reglamento claramente a favor de esa marca (se le había bajado el lastre mínimo a 70 kg, frente a los 120 kg para Chevrolet y Dodge, además de otorgarles ventajas aerodinámicas con relación a Torino) el equipo muestra una evolución sostenida con el correr de las competencias donde, a pesar de no obtener triunfos, terminaría quedándose con el subcampeonato en la última fecha de la mano de Juan Manuel Silva (el campeonato ya se había definido con una fecha de anticipación, a favor de Omar Martínez), siendo además el primer título de importancia para la escudería. En esta temporada, se sumaría al equipo Julio César Catalán Magni, quien lo hacía al comando de un Dodge.
Pero las cosas no quedarían ahí y para el año 2005 el equipo iría en búsqueda definitiva del campeonato. Para ello, el equipo decide contratar al chasista Alberto Canapino y al mismo tiempo, Lema decide agrandar su estructura, pasando a albergar en la misma un Dodge más, el cual fue confiado al piloto entrerriano Federico Lifschitz, quien llegaba al team para acompañar a Silva y Catalán en la búsqueda del título. Potenciado todo por la labor de Carlos Laboritto en los motores, el equipo terminaría cumpliendo el objetivo, al proclamarse Juan Manuel Silva como primer campeón de la escudería, terminando de depositar al JP Racing en la cúspide del automovilismo nacional.
Tras la obtención de este campeonato, en 2006 el equipo decide redoblar sus esfuerzos y agrandar una vez más la estructura, al convocar como tercer piloto al arrecifeño Norberto Fontana, quien arribó al equipo con el claro objetivo de ir en búsqueda del título, más allá de la presencia del campeón Silva como su compañero de equipo. Asimismo, Julio Catalán Magni fue confirmado una vez más al comando de su Dodge. En esta temporada, el campeonato mostraría un panorama parejo entre las huestes de Dodge y Ford, sin embargo, a pesar de las condiciones demostradas por Fontana y su ocasional rival Diego Aventín a lo largo del año, el título se terminaría definiendo en forma escandalosa, al comprobarse una anomalía técnica en el coche de Aventín, que derivó en una exclusión que sirvió en bandeja el título al piloto de Arrecifes.
Tras dos años exitosos, el equipo enfrenta un 2007 difícil. Con la confirmación de Silva y Fontana en sus respectivas butacas, no así con Catalán Magni, más la presencia de Guillermo Kissling por Alberto Canapino, el equipo y la categoría en general poco pudo hacer ante la presencia y consecuente avanzada del nuevo equipo HAZ Racing Team, quienes en su segunda temporada y con la atención en el chasis del mismísimo Canapino, se llevaban el título de manera inapelable de la mano de Christian Ledesma. Sobre el cierre de esta temporada, Guillermo Ortelli se sumaba al equipo con su Chevrolet, siendo este el primer vehículo de esa marca atendido por el JP.
Tras el categórico triunfo del HAZ, para 2008 el JP renovaba su estructura una vez más. El equipo confirmaba a los tres pilotos que habían finalizado la temporada 2007 (Silva, Fontana y Ortelli), con la novedad del cambio de marca de Fontana, para quien el JP puso en pista un Ford. Este 2008, sería un año de emociones dispares para el equipo, ya que durante gran parte de la temporada volvería a ejercer un total dominio de las acciones de la mano de Juan Manuel Silva, encaminándose el chaqueño hacia una nueva conquista y previéndose la misma de manera anticipada. Sin embargo, desde los escritorios de la Asociación Corredores de Turismo Carretera surgiría una determinación muy cuestionada. Con el antecedente fresco de la coronación anticipada de Christian Ledesma en 2007 y previendo nuevamente una coronación anticipada, en este caso por parte de Juan Manuel Silva, la ACTC implementaría sobre la marcha del campeonato, un sistema de definición mediante un reducido entre los 12 primeros pilotos mejor ubicados, al cabo de las 11 primeras fechas, con el fin de asegurar la definición en la última fecha del torneo. Esta determinación, atentaría contra los intereses de Silva, pero lo pondría en pie de igualdad con su compañero de equipo Guillermo Ortelli. La situación se tornaría insostenible dentro del JP, generándose cuestionamientos por parte de Silva hacia sus dirigentes, sobre una supuesta preferencia hacia Ortelli para la definición. Para peor, la situación se agravaría con la contratación de Marcos Di Palma sobre las últimas fechas, quien jugaría decididamente en favor del piloto de Salto. Con todos estos ingredientes, finalmente el campeón terminaría siendo Ortelli, debiendo conformarse Silva con un inmerecido subcampeonato. Esta temporada, también marcaría el ingreso de la escudería a la divisional TC Mouras, donde se produjo el debut de Pedro Gentile (hijo del dueño de Jeluz y a su vez, cuñado de Gustavo Lema) quien iniciaba su carrera deportiva a bordo de la Dodge con la que Fontana obtuviera su campeonato, pero aggiornada al reglamento de esta categoría.
La polémica tomó su punto más álgido cuando, viendo la situación generada en el JP y la aglomeración de vehículos que poseía el HAZ, su escudería rival, la ACTC, decidió restringir el cupo automotor a tres autos por estructura, siendo dos de estos de la misma marca y el tercero de una marca que no rivalice directamente con la otra (Es decir, si había dos Chevrolet, el tercer coche debía ser Dodge o Torino, pero nunca un Ford). Esta reglamentación jugó totalmente en contra de Juan Manuel Silva quien, decidido a no abandonar la marca Ford, fue excluido del equipo para la temporada siguiente, pasando a ocupar su lugar Marcos Di Palma. Norberto Fontana, que estaba como tercer piloto del equipo, había decidido correr en 2008 con un Ford, pero ante el cambio reglamentario, no tuvo inconvenientes en volver a su antigua marca, Dodge. Esta situación también se debió en parte a un acuerdo firmado entre el JP y la marca Chevrolet, para la creación de una nueva escudería oficial de esta marca, dentro del Turismo Competición 2000, acuerdo que se terminaría de dar a conocer a principios de 2009.
En 2009, el JP Racing decidió su desembarco en la categoría TC 2000, logrando obtener la representación oficial de la marca Chevrolet. El equipo estrenó las nuevas unidades del Chevrolet Vectra, las cuales fueron piloteadas por Guillermo Ortelli y Christian Ledesma. Este equipo contó inicialmente con el apoyo en chasis de Guillermo Kissling, pero debido a los bajos rendimientos, los directivos de la escudería decidieron rescindirle el contrato y convocar a Alberto Canapino como chasista de la escudería. Este mismo año, en el Turismo Carretera, la nueva escudería JP se mostró peleando el título con su piloto Norberto Fontana. Sorpresivamente, al equipo llegaba luego de una frustrante temporada en el equipo HAZ, el marplatense Christian Ledesma, ligándose definitivamente a la escudería.
En 2010, el JP decidió identificarse 100% con la marca Chevrolet en el Turismo Carretera, confirmando a Ortelli y Ledesma como pilotos principales. Norberto Fontana, decidió finalizar sus relaciones con el JP, pasando a la escudería HAZ, hecho que se logró con el consenso de las tres partes. También para ese año, el reglamento permitía la participación de un equipo satélite por cada escudería. Es así que se sumó al equipo, pero con una estructura alternativa, el joven piloto Agustín Canapino, hijo del chasista del equipo Alberto Canapino. También, en TC Pista, la escudería hizo presencia con dos unidades, siendo la primera (un Chevrolet Chevy), piloteada por Pedro Gentile (h) y la segunda (un Dodge), piloteada por Claudio Kohler. A todo esto, se sumaba también la incursión de Gentile en el TC Mouras, categoría donde se alzaría con un nuevo título. Sin embargo, no todas fueron buenas ese año para el JP, ya que una seguididlla de malos resultados, desembocaron en la separación de la familia Canapino del equipo, yendo estos a formar de manera separada el equipo 3M Racing. Para mayor desgracia del JP, esta estructura, que prácticamente no era tenida en cuenta por Lema y compañía, terminaría llevándose el título 2010 del Turismo Carretera, dejando a la escudería tricampeona con las manos vacías.
Para 2011, el equipo decide renovar su plantel, tanto en el TC como en el TC 2000, contratando a Matías Rossi y Leonel Pernía para conducir las Chevrolet de TC y recontratando a Agustín Canapino, pero para conducir la segunda unidad del TC 2000, junto al marplatense Christian Ledesma. Mientras que en el TC Pista, la alineación se mantuvo, con Gentile y Kohler a la cabeza, siendo ahora confiada una nueva unidad Chevy para Kohler.

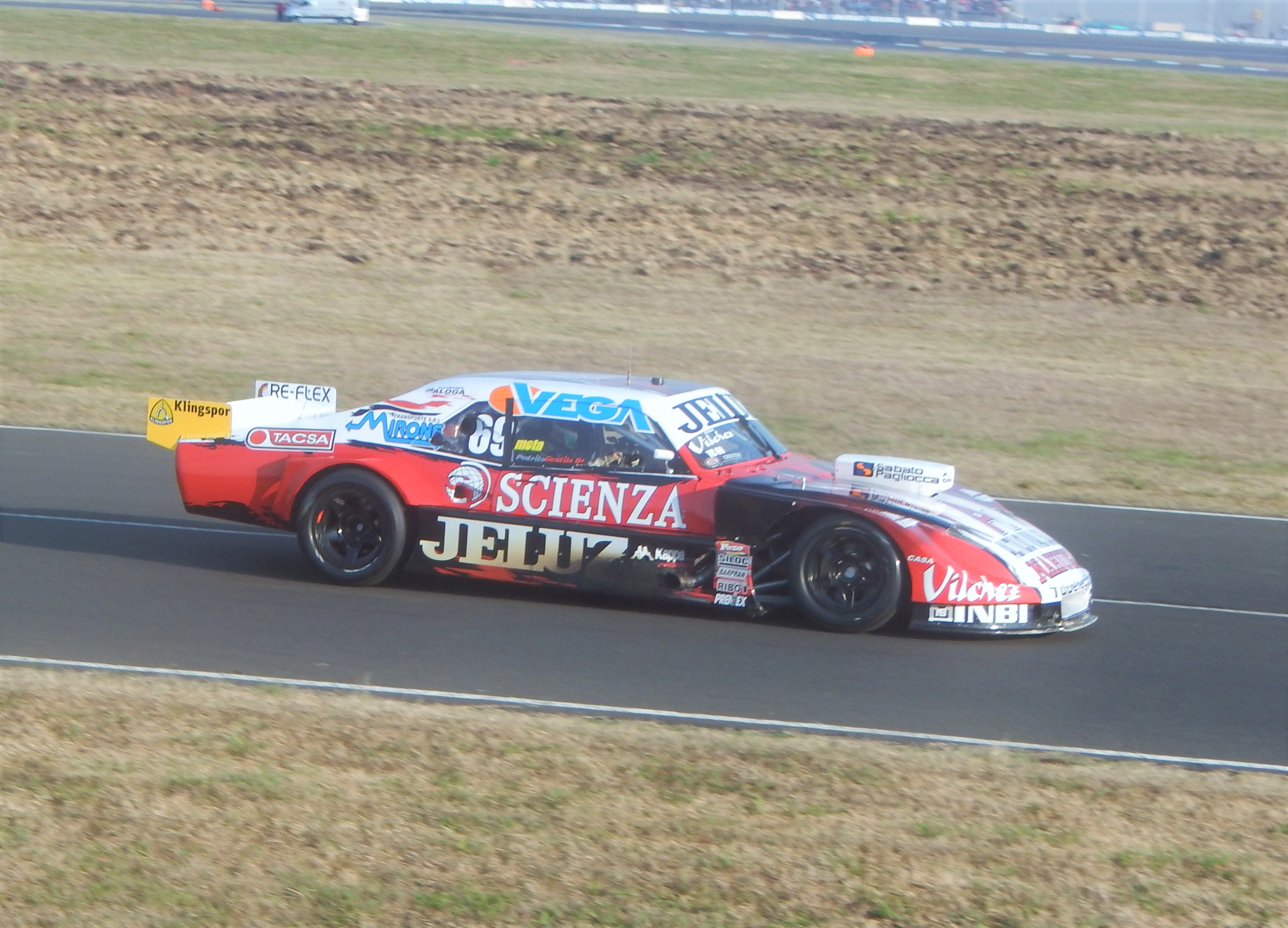
Chevrolet del JP manejada por Pedro Gentile en 2015.

El 29 de mayo de 2011, ingresó la última incorporación del equipo, cerrando su plantilla con tres pilotos de TC, siendo convocado el piloto José Savino a quien la escudería le confiaría una unidad Dodge, volviendo a poner un coche de esta marca en pista, sin embargo, esta incorporación solo duró tres fechas, dejando Savino la escudería y volviendo a su antiguo equipo propio.
A su vez, la participación de esta marca se incrementó el día 8 de julio de 2011, cuando se confirmó la incorporación de los pilotos Juan Manuel Bruno y Octavio Chagas como pilotos de dos Dodge en el TC Mouras, acompañando a Gastón Crusitta quien venía corriendo desde inicios de la temporada con un Chevrolet Chevy y a Pablo Marcilese, quien conducía una unidad similar.
Mientras que el 11 de julio de 2011, JP Racing y General Motors anunciaron el incremento de su participación dentro del TC 2000, al confirmar el regreso de las unidades Chevrolet Vectra III bajo la órbita del JP y con apoyo semioficial de GM, para apoyar a los Chevrolet Cruze oficiales de Ledesma y Canapino. La primera unidad le fue confiada al piloto Pedro Gentile, mientras que se esperaba la evolución de la construcción del segundo Vectra, el cual iba a serle confiado al piloto Gastón Crusitta.
En 2012, el JP Racing viviría su peor año deportivo al producirse a mitad de temporada su salida del Turismo Carretera y sus divisiones inferiores. El motivo de la misma, fue un contrapunto mantenido por el director del equipo, Gustavo Lema y el presidente de la ACTC, Oscar Aventín. El motivo de este contrapunto, tuvo que ver por los pésimos resultados que había obtenido hasta ese momento Diego Aventín, hijo del presidente. Por este motivo, el JP debió concentrar sus esfuerzos en su debut dentro del Súper TC 2000, donde el equipo se presentaría nuevamente al frente de la representación de la marca Chevrolet, además de presentar una estructura satélite, totalizando cuatro unidades en pista. En esta categoría tampoco se tendría un gran año deportivo, debido a los paupérrimos resultados obtenidos por la estructura, lo que terminaría de provocar la ruptura del convenio entre la marca y el equipo.
Finalmente y tras el conflicto producido entre el equipo JP y la ACTC, la Comisión Directiva decidiría reabrirle las puertas al equipo dentro de sus divisionales, por lo que el equipo retornó en las cuatro divisiones de la ACTC, presentando a sus pilotos representados todos con la marca Chevrolet.

## Estadísticas

### Marcas representadas y modelos utilizados
| Turismo Carretera | Turismo Carretera    | Turismo Carretera | Turismo Carretera | Turismo Carretera |
| Marcas            | Modelos              | Años              |                   |                   |
| ----------------- | -------------------- | ----------------- | ----------------- | ----------------- |
| Ford              | Ford Falcon          | 2003-2008         |                   |                   |
| Chevrolet         | Chevrolet Chevy      | 2007-             |                   |                   |
| Dodge             | Dodge Cherokee       | 2004-2009, 2016-  |                   |                   |
| Torino            | Torino Cherokee      | 2015              |                   |                   |
| TC 2000           |                      |                   |                   |                   |
| Marcas            | Modelos              | Años              |                   |                   |
| Chevrolet         | Chevrolet Vectra III | 2009-2011         |                   |                   |
| Chevrolet         | Chevrolet Cruze I    | 2011              |                   |                   |
| Súper TC 2000     |                      |                   |                   |                   |
| Marcas            | Modelos              | Años              |                   |                   |
| Chevrolet         | Chevrolet Cruze I    | 2012              |                   |                   |
| Top Race V6       |                      |                   |                   |                   |
| Marcas            | Modelos              | Años              |                   |                   |
| Chevrolet         | Chevrolet Cruze I    | 2017              |                   |                   |

### Palmarés
| Turismo Carretera | Turismo Carretera | Turismo Carretera | Turismo Carretera | Turismo Carretera |
| #                 | Temporada         | Piloto            | Automóvil         |                   |
| ----------------- | ----------------- | ----------------- | ----------------- | ----------------- |
| 1                 | 2005              | Juan Manuel Silva | Ford Falcon       |                   |
| 2                 | 2006              | Norberto Fontana  | Dodge Cherokee    |                   |
| 3                 | 2008              | Guillermo Ortelli | Chevrolet Chevy   |                   |
| 4                 | 2016              | Guillermo Ortelli | Chevrolet Chevy   |                   |
| TC Pista          |                   |                   |                   |                   |
| #                 | Temporada         | Piloto            | Automóvil         |                   |
| 1                 | 2019              | Diego Ciantini    | Chevrolet Chevy   |                   |
| TC Mouras         |                   |                   |                   |                   |
| #                 | Temporada         | Piloto            | Automóvil         |                   |
| 1                 | 2010              | Pedro Gentile     | Chevrolet Chevy   |                   |
| 2                 | 2011              | Gastón Crusitta   | Chevrolet Chevy   |                   |
| 3                 | 2014              | Pedro Gentile     | Chevrolet Chevy   |                   |
| TC Pista Mouras   |                   |                   |                   |                   |
| #                 | Temporada         | Piloto            | Automóvil         |                   |
| 1                 | 2023              | Gastón Iansa      | Chevrolet Chevy   |                   |

### Pilotos ganadores
| Turismo Carretera | Turismo Carretera | Turismo Carretera | Turismo Carretera | Turismo Carretera    |
| #                 | Piloto            | Automóvil         | Victorias         | Temporadas           |
| ----------------- | ----------------- | ----------------- | ----------------- | -------------------- |
| 1                 | Juan Manuel Silva | Ford Falcon       | 9                 | 2003-2008            |
| 2                 | Norberto Fontana  | Dodge Cherokee    | 4                 | 2006-2009            |
| 3                 | Guillermo Ortelli | Chevrolet Chevy   | 8                 | 2008-2010, 2013-2020 |
| 4                 | Christian Ledesma | Chevrolet Chevy   | 2                 | 2009-2010            |
| 5                 | Matías Rossi      | Chevrolet Chevy   | 2                 | 2011-2012            |
| 6                 | Leonel Pernía     | Chevrolet Chevy   | 2                 | 2011-2012            |

## Pilotos históricos
- Juan Manuel Silva
- Norberto Fontana
- Julio César Catalán Magni
- Marcos Di Palma
- Guillermo Ortelli
- José Savino
- Matías Rossi
- Leonel Pernía